# Erdekaut
Die Erdekaut, seit 2008 auch Erlebnislandschaft Erdekaut, ist ein Landschaftsschutzgebiet im nordöstlichen Pfälzerwald (Rheinland-Pfalz), das 1985 auf der Basis aufgelassener Tongruben eingerichtet wurde und die Nummer 07-LSG 3.020 trägt. Im zentral gelegenen historischen Gebäude der einzigen erhaltenen Grube Riegelstein wird ein Bergbaumuseum betrieben.

## Geographische Lage
Das 64 Hektar große Landschaftsschutzgebiet erstreckt sich von Südwest nach Nordost auf einer Höhe von gut 200 m ü. NHN zwischen Eisenberg und Hettenleidelheim in der hügeligen Talaue südlich des Eisbachs und zum Großteil östlich der Bundesstraße 47. Die Ostgrenze fällt etwa mit dem Schulwiesengraben zusammen, der wenige Meter östlich von links in den Seltenbach mündet, einen rechten Zufluss des Eisbachs.
Der Nordteil der Erdekaut gehört zu Eisenberg, der Südteil zu Hettenleidelheim. Das Landschaftsschutzgebiet ist erreichbar über die Autobahn 6 (Saarbrücken–Mannheim), Anschlussstelle 18 Wattenheim, und dann die B 47; die Eistalbahn (Grünstadt–Eiswoog) hält am Bahnhof Eisenberg.

## Geschichte
Das Landschaftsschutzgebiet wurde 1985 eingerichtet. Der Name leitet sich her von der pfälzischen Bezeichnung Kaut für „Grube“ und verweist auf den vormaligen Abbau von Tonerde, der sich über Jahrhunderte zurückverfolgen lässt. In Spitzenzeiten waren 800 Bergleute beschäftigt.
Im Mittelalter kam das Gelände ins Eigentum des bischöflichen Hochstifts Worms. Dieses betrieb mit dem in der Gegend der Erdekaut gewonnenen Rohstoff im 20 km entfernten Dirmstein, wo sich auch das Sommerschloss des Fürstbischofs befand, von 1778 bis 1788 eine Manufaktur für die Dirmsteiner Fayencen. Auch an die Porzellanmanufaktur Ottweiler wurde Material geliefert.
Als gegen Ende des 18. Jahrhunderts die Französische Revolution auch auf die deutschen Gebiete westlich des Rheins übergriff und diese bis 1815 an Frankreich angeschlossen wurden, wurde das Bistum Worms säkularisiert und 1803 aufgelöst; sein Grundbesitz wurde versteigert. Nach der Entmachtung Napoleons ging das Eigentum an der Erdekaut auf örtliche Unternehmer über. In 30 Gruben wurde bis in die 1980er Jahre Ton abgebaut, dabei wurden noch etwa 600 Bergleute beschäftigt.

## Umwelt und Tourismus

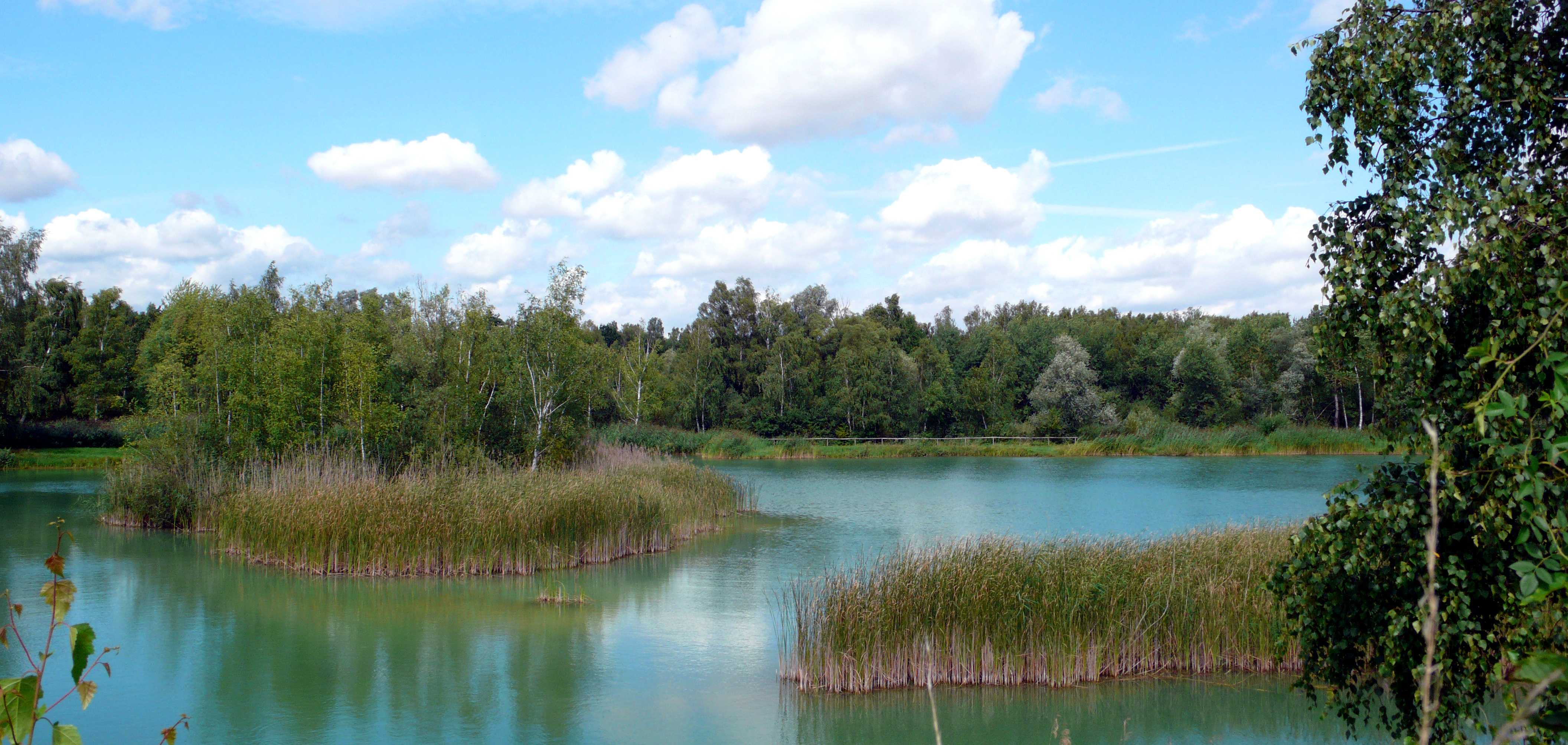
Natursee
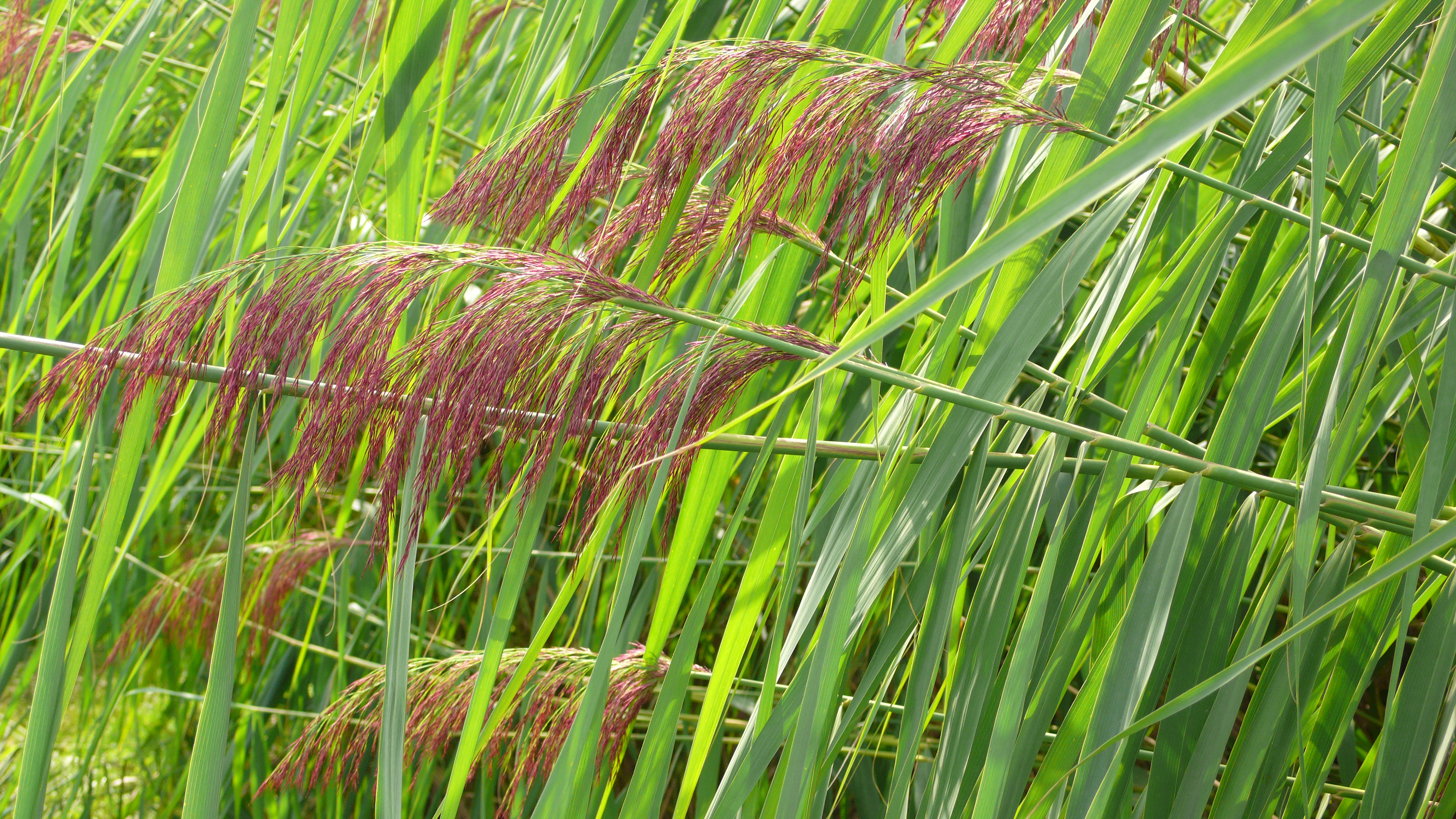
Schilfbewuchs
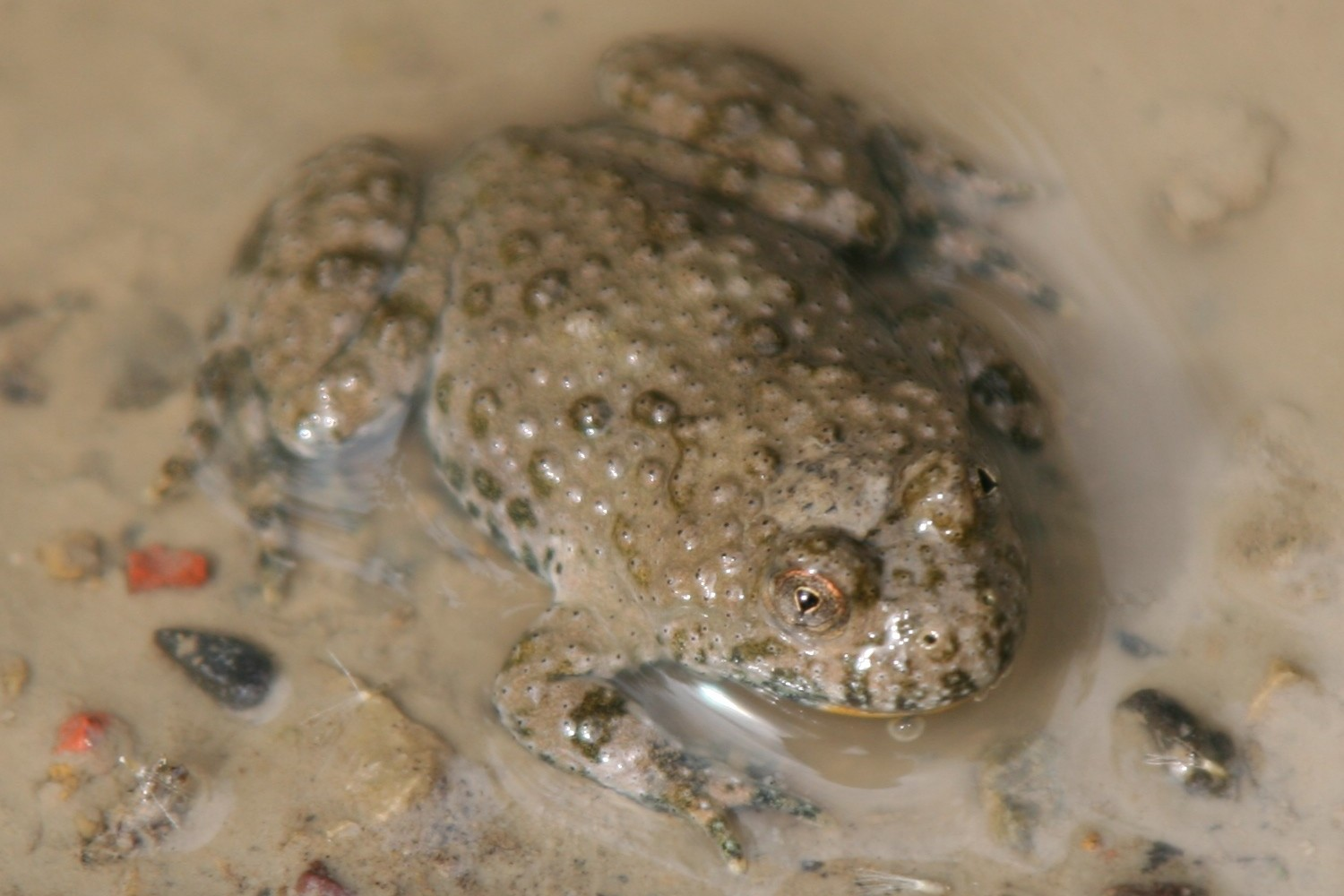
Gelbbauchunke (Symbolfoto)
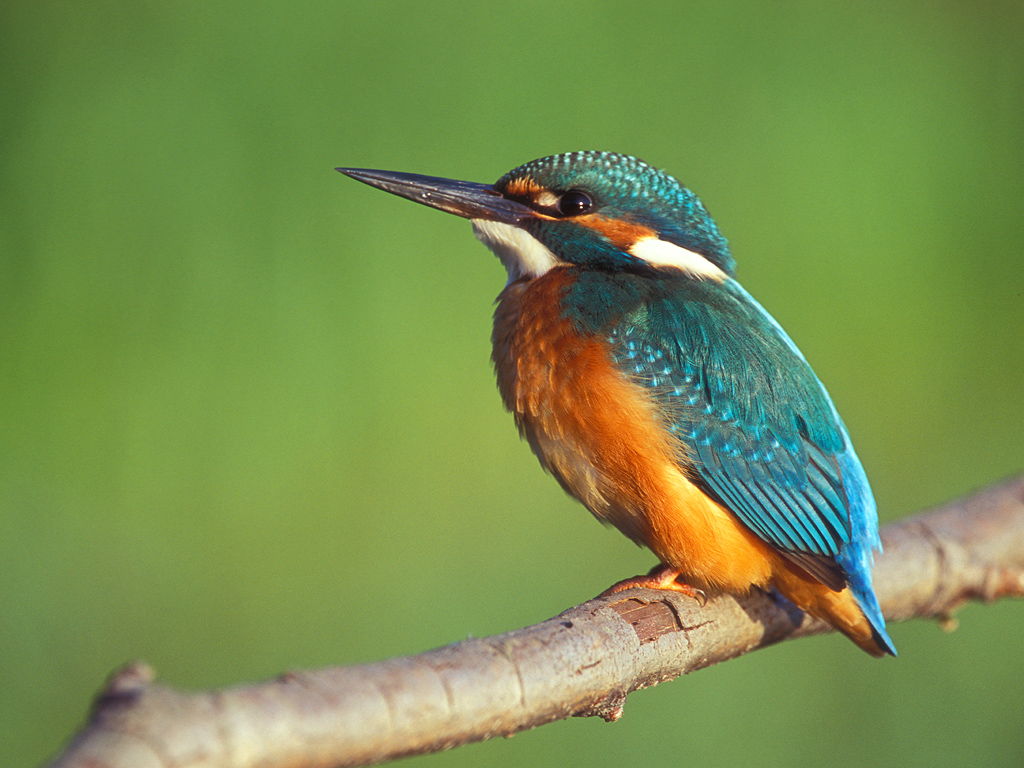
Eisvogel (Symbolfoto)

Die Stilllegung der Tongruben förderte die Entstehung von Weihern und Offenland. Eine solche Landschaftsform bietet seltenen Pflanzen und Tieren Lebensraum, insbesondere bestimmten Libellen-, Amphibien- und Vogelarten, die unter Artenschutz stehen, weil sie vom Aussterben bedroht sind.
Nachgewiesen wurden neben 16 Orchideenarten u. a. Plattbauchlibelle, Kammmolch, Erdkröte und Gelbbauchunke sowie Wendehals, Eisvogel und Zwergrohrdommel.
Die Unterschutzstellung der Erdekaut im Jahre 1985 verhinderte größere menschliche Eingriffe in das gewachsene Biotop. Zur Erhaltung und Pflege des Areals wurde 2003 in einem Gemeinschaftsprojekt der Verbandsgemeinden Eisenberg und Hettenleidelheim der Zweckverband Erdekaut gegründet. Dieser übergab am 15. September 2008 das Landschaftsschutzgebiet der Öffentlichkeit zur Nutzung als Erlebnislandschaft Erdekaut.
Über das Bergbaumuseum Grube Riegelstein werden Führungen für Gruppen angeboten. Im Sommer 2010 fand in der Erdekaut zum zweiten Mal ein internationales Workcamp statt; diesmal verlegten zehn junge Freiwillige aus mehreren Ländern eine neue Wasserleitung.